# Le Conquérant (Q171)
Pour les articles homonymes, voir Le Conquérant.
Le Conquérant est un sous-marin français de la classe 1 500 tonnes. Lancé en 1934, il appartient à la série M6.il y à eu 2 survivant guinet joseph et Raymond lemahieu.

## Histoire

### Développement
Le Conquérant fait partie d'une série assez homogène de 31 sous-marins océaniques de grande patrouille, aussi dénommés 1 500 tonnes en raison de leur déplacement. Tous sont entrés en service entre 1931 (Redoutable) et 1939 (Sidi-Ferruch).
Longs de 92,30 mètres et larges de 8,10, ils ont un tirant d'eau de 4,40 mètres et peuvent plonger jusqu'à 80 mètres. Ils déplacent en surface 1 572 tonnes et en plongée 2 082 tonnes. Propulsés en surface par deux moteurs diesel d'une puissance totale de 6 000 chevaux, leur vitesse maximum est de 18,6 nœuds. En plongée, la propulsion électrique de 2 250 chevaux leur permet d'atteindre 10 nœuds.
Appelés aussi « sous-marins de grandes croisières », leur rayon d'action en surface est de 10 000 milles nautiques à 10 nœuds et en plongée de 100 milles nautiques à 5 nœuds.
Mis en chantier le 16 août 1930 avec le numéro de coque Q171, Le Conquérant est lancé le 26 juin 1934 et mis en service le 7 septembre 1936.

### Seconde Guerre mondiale
Il est affecté, au début de la Seconde Guerre mondiale, à la 1re division de sous-marins, basée à Toulon, qu'il forme avec Le Glorieux, Le Héros et Le Tonnant. En carénage jusqu'en juin 1940, il patrouille à partir du 20 juin devant les Salins-d'Hyères pour protéger Toulon.
En septembre 1942, Le Conquérant, Le Tonnant et Sidi-Ferruch sont transférés de Dakar à Casablanca. Le 8 novembre, les Anglo-Américains débarquent en Afrique du Nord. Le Conquérant, en carénage, est mis à l'eau dans la matinée sans périscope ni torpille. Un cessez-le-feu est signé le 11 novembre et le sous-marin reçoit l'ordre de se diriger vers Dakar. Il est attaqué le 13 novembre par deux PBY Catalina américains au large du Río de Oro. Sérieusement endommagé par leurs grenades, Le Conquérant coule avec l'ensemble de son équipage.